# 15276 Дібел
15276 Дібел (15276 Diebel) — астероїд головного поясу, відкритий 14 квітня 1991 року.
Тіссеранів параметр щодо Юпітера — 3,255.